# Родригес, Абелардо
Абелардо Родригес Лухан (исп. Abelardo Rodríguez Luján; 12 мая 1889 — 13 февраля 1967) — президент Мексики в 1932—1934 годах. Занял пост после отставки Паскуаля Ортиса.

## Биография
Родился в Сан-Хосе-де-Гуаймас, Сонора, в бедной семье, работал в начале своей жизни в хозяйственном магазине, на медных рудниках, и как профессиональный игрок в бейсбол. Не окончив обучение, присоединился к мексиканской революции в 1913 году и сделал быструю военную карьеру. Он стал полковником в 1916 году, и после реализации плана Агуа-Приета, был назначен военным комендантом Северной Нижней Калифорнии в 1921 году.
В 1923 году стал губернатором Северной Нижней Калифорнии и пребывал на этом посту до 1929 года, оставаясь военным комендантом. Ещё один год после этого пребывал на посту губернатора Северной Нижней Калифорнии, а затем в 1932 году занимал пост главы военного ведомства в кабинете президента Паскуаля Ортиса Рубио.
После отставки Ортиса Родригес принял пост президента 4 сентября 1932 года. На этом посту способствовал созданию нескольких финансовых институтов, восстановлению народного образования и реализации законов, относящихся к частной благотворительности и деятельности монополий. Он также увеличил срок президентских полномочий с четырёх до шести лет.
После окончания срока президентских полномочий 30 ноября 1934 года вернулся к частной жизни до 1943 года, когда он был избран губернатором штата Сонора, где оказал значительное влияние на образование. Он способствовал развитию университетского образования, созданию государственного университета Соноры. Оставил пост губернатора в апреле 1948 года, ссылаясь на состояние здоровья и вернулся к своей работе в сфере бизнеса, в которой продолжал заниматься до своей смерти в Ла-Хойя, Калифорния, в 1967 году.